# دختر پرروی من (مجموعه تلویزیونی)
دختر پرروی من (کره‌ای: 엽기적인 그녀; لاتین‌نویسی اصلاح‌شده: Yeopgijeogin Geunyeo) یک مجموعهٔ تلویزیونی کره جنوبی سال ۲۰۱۷ با بازی جو وون، اوه یون سو، لی جونگ شین و کیم یون هه و برپایهٔ فیلم سال ۲۰۰۱ محصول کره جنوبی با نام دختر پرروی من به کارگردانی کواک جه-یونگ است اما داستان این مجموعه در دورهٔ پادشاهی چوسان اتفاق میفتد. این مجموعه از ۲۹ مه تا ۱۸ ژوئیه ۲۰۱۷، روزهای دوشنبه و سه‌شنبه ساعت ۲۲:۰۰ (کی‌اس‌تی) از اس‌بی‌اس برای ۳۲ قسمت پخش شد.

## بازیگران

### اصلی
- جو وون در نقش گیون وو
  - جون جین سو در نقش جوانی گیون وو

یک محقق برجسته و خونگرم که پس از سه سال تحصیل در چینگ، جایی که از سوی فرمانروای خود بسیار مورد تحسین قرار می‌گرفت، بازگشته است.
- اوه یون سو در نقش پرنسس هه میونگ

او مستقل، با اراده‌ای قوی و در عین حال بازیگوش است و فردی دردسرساز با قلبی مهربان است و نمی‌تواند کارهای نادرست مردم را تحمل کند.
- لی جونگ شین در نقش کانگ جو یونگ

او بازرس ادارهٔ پلیس است.
- کیم یون هه در نقش جونگ دا یونگ

او دختر نازپرورده و کله‌شق جونگ کی جون وزیر چپ است.